# 茨韦夫林根
茨韦夫林根（德語：Zweiflingen，發音：[ˈtsvaɪflɪŋən]）是德国巴登-符腾堡州斯图加特行政区霍恩洛厄县的市镇，面积32.1平方千米，2023年12月31日人口为1,791人。